# DN1R
DN1R (până în urmă cu câțiva ani DJ 108) este un drum național lung de 80 km, care face legătura între Huedin / DN1 și Albac / DN75, via Beliș.